# Морское право
Морско́е пра́во — отрасль права, нормы которой регулируют отношения, возникающие из мореплавания и иных видов использования Мирового океана.
Морское право состоит из национального законодательства о морской деятельности и международного частного морского права. Международное частное морское право является подотраслью международного частного права, которая регулирует отношения, осложнённые иностранным элементом, возникающие в процессе международного экономического оборота, связанного с морепользованием.
В странах англосаксонской правовой семьи данная отрасль права именуется «адмиралтейским правом» (англ. admiralty law), хотя наряду с этим термином используется также термин «морское право» (maritime law).
Морское право следует отличать от международного (публичного) морского права, являющегося отраслью международного публичного права и регламентирующего отношения между государствами по вопросам использования Мирового океана. В отличие от него, морское право регулирует правоотношения частных лиц по таким вопросам, как морская перевозка грузов, спасание на море, столкновение судов и морское страхование.

## История
Древнейшими источниками морского права являются древнеримские и византийские постановления, опирающиеся на родосское морское право. В Средние века возникли отдельные статуты, подвергшиеся вместе с обычным правом научной обработке; таковы сборники морского права, составленные в Киликийском армянском царстве (свод законов Мхитара Гоша, XII век), Амальфи (Морское право Амальфи, XIV век), Олероне (Олеронские свитки, XI век) и Висби (XV век). Наиболее важным по своему дальнейшему влиянию и богатству постановлений являются знаменитый «Consolato Del Mare» и французский «Guidon de la mer» (XVI век).
В Новое время большое значение получили договоры и конвенции между государствами, а также законы и постановления отдельных государств о мореплавании, выражающие обыкновенно точки зрения международного права. Инициатором важнейших конвенций по морскому праву во время войны, в частности, в отношении судов нейтральных государств, была Российская империя, добившаяся их принятия на Второй Гаагской мирной конференции 1907 года. Тогда впервые в мировой истории были приняты международные конвенции:
1. Конвенция о положении неприятельских торговых судов при начале военных действий;
2. Конвенция об обращении торговых судов в суда военные;
3. Конвенция о постановке подводных, автоматически взрывающихся от соприкосновения мин;
4. Конвенция о бомбардировании морскими силами во время войны;
5. Конвенция о применении к морской войне начал Женевской конвенции (впоследствии заменена Женевской конвенцией 1949 года);
6. Конвенция о некоторых ограничениях в пользовании правом захвата в морской войне;
7. Конвенция об учреждении Международной призовой палаты (не вступила в силу);
8. Конвенция о правах и обязанностях нейтральных держав в случае морской войны.

## Субъекты
Субъектами внутригосударственного морского права являются, прежде всего, юридические и физические лица, а международного частного морского права — субъекты международного частного права, то есть государства, юридические и физические лица.
Обычно в частных взаимоотношениях государство как таковое не участвует, а представлено государственными предприятиями. Если же в частные отношения вступает непосредственно государство (его органы), то в данном случае, вступая в частные взаимоотношения, оно отказывается от своего верховенства (суверенитета) и выступает равноправным участником частных взаимоотношений, как юридическое или физическое лицо.

## Нормативный состав
Нормативный состав международного частного морского права включает:
- коллизионные нормы, которые сами по себе не регулируют отношения, осложненные иностранным элементом, а лишь отсылают к праву, подлежащему применению;
- материальные нормы национального законодательства, регулирующие отношения с иностранным элементом.

### Коллизионные принципы
К применяемым в международном частном морском праве коллизионным принципам относятся:
- Принцип автономии воли (lex voluntatis)
- Закон места заключения договора (lex loci contractus)
- Закон места исполнения договора (lex loci solutionis)
- Закон национальности юридического лица (lex societatis)
- Закон места совершения правонарушения (lex loci delicti)
- Закон суда рассмотрения дела (lex fori)
- Закон флага судна (lex banderae)

## Морская перевозка грузов
В соответствии со ст. 115 КТМ РФ, по договору морской перевозки груза перевозчик обязуется доставить груз, который ему передал или передаст отправитель, в порт назначения и выдать его управополномоченному на получение груза лицу, а отправитель или фрахтователь обязуется уплатить за перевозку груза установленную плату (фрахт).
Договор морской перевозки груза может быть заключён:
- с условием предоставления для морской перевозки груза всего судна, части его или определённых судовых помещений (чартер);
- без такого условия.

Наличие и содержание договора морской перевозки груза подтверждаются чартером, коносаментом или другими письменными доказательствами.

## Морская перевозка пассажиров
В соответствии со ст. 177 КТМ РФ, по договору морской перевозки пассажира перевозчик обязуется перевезти пассажира в пункт назначения и в случае сдачи пассажиром багажа также доставить в пункт назначения багаж и выдать его уполномоченному на получение багажа лицу, а пассажир обязуется уплатить установленную за проезд плату, при сдаче багажа и плату за провоз багажа.
Перевозочными документами при осуществлении договора морской перевозки пассажира являются билет, удостоверяющий заключение договора морской перевозки пассажира, и багажная квитанция, удостоверяющая сдачу пассажиром багажа.

## Морское право России
В России основным источником морского права является Кодекс торгового мореплавания Российской Федерации (КТМ РФ), который вступил в силу 1 мая 1999 года. КТМ РФ является третьим кодексом, принятым в XX столетии: до этого первый Кодекс торгового мореплавания Союза ССР был принят в 1929 году, а второй — в 1968 году.
На протяжении развития морского права существовали организации, которые занимались изучением морского права и распространением знаний о нём. Первой такой организацией в России являлось Российское общество морского права, созданное в 1905 году. На данный момент развитием морского права в России занимается Ассоциация морского права (RUMLA), которая представляет интересы России в Международном морском комитете. Ассоциация проводит семинары, посвящённые вопросам морского права, и издает двуязычный журнал «Морское право» научно-образовательной направленности.

## Морское право Германии
Основным источником морского права Германии является пятая книга Германского торгового уложения (ГТУ), которая включает большую часть кодифицированного морского права. К отношениям, не урегулированным специальными нормами морского права, применяются общие положения торгового права и Германское гражданское уложение (ГГУ). В 2013 году была проведена реформа морского права, в пятую книгу ГТУ были внесены значительные изменения. Основной целью реформы являлась модернизация отрасли, нормы которой к тому моменту устарели и были чрезмерно сложны для понимания. На публичных слушаниях в Бундестаге в октябре 2012 года большинство экспертов высказалось в поддержку реформы и соответствующего законопроекта.